# Wantian
Wantian (kinesiska: 宛田瑶族乡, 宛田) är en socken i Kina. Den ligger i den autonoma regionen Guangxi, i den södra delen av landet, omkring 350 kilometer nordost om regionhuvudstaden Nanning. Antalet invånare är 19557. Befolkningen består av 9 294 kvinnor och 10 263 män. Barn under 15 år utgör 14,0 %, vuxna 15-64 år 73 %, och äldre över 65 år 11,0 %.
Genomsnittlig årsnederbörd är 2 379 millimeter. Den regnigaste månaden är juni, med i genomsnitt 483 mm nederbörd, och den torraste är oktober, med 58 mm nederbörd.